# Chetogena flavocincta
Chetogena flavocincta là một loài ruồi trong họ Tachinidae.